# Dziewanna rózgowata
Dziewanna rózgowata (Verbascum virgatum) – gatunek rośliny należący do rodziny trędownikowatych. Pochodzi z Europy zachodniej. We florze Polski jest niezadomowionym efemerofitem.

## Morfologia
KorzeńDługi, palowy.
ŁodygaWyprostowana, osiągająca zwykle 60-120 cm wysokości, pojedyncza lub rozgałęziająca się pod kwiatostanem.
LiścieOdziomkowe ogonkowe, karbowane lub piłkowane, odwrotnie jajowate o długości 10 do 30 cm. Pędowe siedzące, karbowane, lancetowate lub sercowate, 7-15 cm.
KwiatyZebrane w jednoosiowe, gruczołowate grono. Przysadki jajowate, o długości do 8 mm; szypułki krótkie (do 1 cm). Na jeden węzeł przypada od 1 do 4 kwiatów. Kielich o długości 5-9 mm z lancetowatymi działkami. Korona kwiatu żółta, o szerokości 2,5 cm.
OwoceKuliste, twarde, pokryte gruczołowatym owłosieniem torebki o średnicy 7-8 mm, zawierające brązowe, cylindryczne nasiona o długości 1 mm.

## Biologia
Roślina dwuletnia, hemikryptofit.